# Carol-Eduard Novak
Carol-Eduard Novak (Miercurea Ciuc, 28 de julio de 1976) es un deportista rumano que compitió en ciclismo adaptado en las modalidades de ruta y pista. Ganó cuatro medallas en los Juegos Paralímpicos de Verano entre los años 2008 y 2020.

## Palmarés internacional
| Juegos Paralímpicos | Juegos Paralímpicos   | Juegos Paralímpicos | Juegos Paralímpicos |
| Año                 | Lugar                 | Medalla             | Prueba              |
| ------------------- | --------------------- | ------------------- | ------------------- |
| 2008                | Pekín (China)         | Medalla de plata    | Contrarreloj LC2    |
| 2012                | Londres (Reino Unido) | Medalla de plata    | Contrarreloj C4     |

| Juegos Paralímpicos | Juegos Paralímpicos   | Juegos Paralímpicos | Juegos Paralímpicos       |
| Año                 | Lugar                 | Medalla             | Prueba                    |
| ------------------- | --------------------- | ------------------- | ------------------------- |
| 2012                | Londres (Reino Unido) | Medalla de oro      | Persecución individual C4 |
| 2020                | Tokio (Japón)         | Medalla de plata    | Persecución individual C4 |